# Chrysochloa
Chrysochloa es un género de plantas herbáceas perteneciente a la familia de las poáceas. Es originario de África tropical.

## Taxonomía
El género fue descrito por Jason Richard Swallen y publicado en Proceedings of the Biological Society of Washington 54: 44. 1941.
Citología
Su número de cromosomas es de: 2n = 14. 

## Especies
- Chrysochloa hindsii C.E. Hubb.
- Chrysochloa hubbardiana Germain & Risopoulos
- Chrysochloa orientalis (C.E. Hubb.) Swallen
- Chrysochloa subaequigluma (Rendle) Swallen